# Тазіта I
Тазіта (Даазіте) I (д/н — бл. 2037 до н. е.) — цар еламської держави Симашкі близько 2040—2037 роках до н. е.

## Життєпис
Походив з династії Симашкі. Ймовірно син Гірнамме I. Після смерті останнього близько 2040 року до н. е. спадкував владу. Втім невдовзі почалася боротьба з його братами та іншими родичами. 2037 року до н. е. Тазіту I було повалено. Влада перейшла до Епарті I.